# 艾默
艾默是德国下萨克森州的一个市镇。总面积21.93平方公里，总人口2696人，其中男性1343人，女性1353人（2011年12月31日），人口密度123人/平方公里。